# Sue Kueffer
Sue Kueffer (eigentlich Susan Kueffer, geb. Scott; * 2. Juni 1954) ist eine ehemalige australische Fünfkämpferin und Hochspringerin.
Bei den British Commonwealth Games 1974 in Christchurch wurde sie Achte im Fünfkampf und kam im Hochsprung auf den 13. Platz.
Ihre persönliche Bestleistung in Fünfkampf von 4133 Punkten stellte sie am 23. März 1979 in Perth auf.